# Joan Antoni Palerm Vich
Joan Antoni Palerm Vich. (Eivissa 1915 — Guadalajara, Mèxic, 1987) Mestre d'escola i polític eivissenc. A Eivissa se'l coneixia com a Nito Palerm.

## Joventut i formació
Fill d'Antoni Palerm Torres i Maria Josepa Vich Mayans, comerciants que posseïen una fàbrica de pastes alimentàries. Va ser germà d'Antoni Maria, Àngel i Armand. Va estudiar batxillerat a l'institut d'Eivissa i magisteri a València, ciutat on s'afilià al PCE i des d'on impulsà (1932), amb Albert Hurtado, Silvà Gotarredona Planas i el seu germà,  Àngel Palerm la fundació de l'Associació Professional d'Estudiants Eivissencs (APEI), vinculada a la Federació Universitària Espanyola (FUE). Tornat a Eivissa, esdevengué un dels responsables del Partit Comunista d'Espanya i un dels impulsors de la unitat d'acció dels partits d'esquerra. A les columnes de El Obrero Balear, òrgan de la Federació Socialista Balear en què Nito Palerm solia col·laborar, va ser possiblement on va aparèixer la primera crida a la unitat per lluitar contra l'avanç del feixisme (febrer de 1935). En la mateixa direcció, unes setmanes després sortí Masas, publicació dirigida per Palerm i Just Tur Puget.

## La Guerra Civil
Poques setmanes després de la victòria del Front Popular (febrer de 1936), la corporació municipal d'Eivissa que havia sortit guanyadora a les eleccions del 12 d'abril de 1931 fou reemplaçada per la Comissió Gestora Frontpopulista i Nito Palerm s'hi integrà en representació del Partit Comunista. Durant les setmanes que Eivissa fou ocupada pels republicans Palerm va integrar-se en el Comitè de Milícies Antifeixistes que governà l'illa. El setembre de 1936, fracassat el desembarcament a Mallorca i després que el govern central ordenàs la retirada de les illes, Nito Palerm, junt amb la seua família, va abandonar Eivissa. Abans d'acabar l'any, Palerm. amb Caritat Mercader i altres, foren enviats pel PSUC a Mèxic en una missió de propaganda del Govern de la República dirigida a aconseguir l'ajut material del govern de Lázaro Cárdenas, cosa que aconseguiren. Formà part de l'11è Cos d'Exèrcit de la República. El gener de 1939 va participar en la retirada de les tropes republicanes per Lleida i Tremp. Passà la frontera pel Pertús entre el 8 i el 9 de febrer de 1939.

## L'exili a Mèxic
Va estar en els camps de concentració francesos i després, el juliol de 1939, arribà a Mèxic a bord del vaixell Mexique. A Mèxic cursà estudis a l'Instituto Politécnico Nacional i a la Confederación de Cámaras Industriales. Fou director de l'òrgan de premsa del PSUC. Partidari de mantenir la independència del PSUC enfront del PCE, dirigí un efímer butlletí titulat Butlletí pel Manteniment del PSUC (juny de 1947). Al final, s'allunyà del partit el 1947 i es vinculà al Moviment Comunista d'Oposició, promogut per Jesús Hernández Tomás. A final dels anys quaranta abandonà la política i passà a treballar en el món empresarial. Treballà en una fàbrica de pastes dirigida per César Ferri i es casà amb la seva filla, Anggiolina. Col·laborà a la revista catalana de Mèxic Pont Blau, però també a Mare Nostrum i a Catalunya. El 1966 es traslladà a Guadalajara, a l'estat de Jalisco, on ocupà el càrrec de gerent de la Indústria Metàl·lica. En aquesta etapa participà en publicacions de caràcter industrial o d'informació general com Excélsior, El Universal, Novedades o Unamásuno. Des de 1975 tornà dues vegades a l'estat espanyol, però mai no tornà a Eivissa.